# El Bagre
El Bagre és un municipi de Colòmbia, localitzat a la subregió del Baix Cauca del departament d'Antioquia. Limita al nord amb el departament de Bolívar, al sud amb els municipis de Segovia i Zaragoza, i a l'oest amb els municipis de Zaragoza, Caucasia i Nechí. La capçalera municipal es troba a 284 quilòmetres de la capital del departament, Medellín.